# Kristina Nordlander
Kristina Nordlander, född 12 maj 1969 på Alnö, är en svensk bågskytt  tävlande för IF Karlsvik. Hon deltog i OS 1992, 1996 och 2000.
Hon är gift med Mats Nordlander.